# Sam Ross
Sam Ross (ur. 6 czerwca 1901 roku w Ann Arbor, zm. 12 września 1980 roku w Northfield) – amerykański kierowca wyścigowy.

## Kariera
W swojej karierze Ross startował głównie w Stanach Zjednoczonych w mistrzostwach AAA Championship Car oraz towarzyszącym mistrzostwom słynnym wyścigu Indianapolis 500, będącym w latach 1923-1930 jednym z wyścigów Grandes Épreuves. W drugim sezonie startów, w 1931 roku w wyścigu Indianapolis 500 uplasował się na piętnastej pozycji. W mistrzostwach AAA raz stanął na podium. Z dorobkiem 180 punktów został sklasyfikowany na jedenastej pozycji w klasyfikacji generalnej. Rok później uzbierane 190 punktów zapewniło mu dwunaste miejsce w końcowej klasyfikacji kierowców.